# Marineland (Florida)
Marineland è un comune degli Stati Uniti d'America, situato in Florida, nella Contea di St. Johns e in parte nella Contea di Flagler.